# Reschensee
Reschensee (německy), italsky Lago di Resia je přehrada (umělé jezero) v západní části Jižního Tyrolska v Itálii, přibližně 3 km jižně od Reschenského průsmyku, poblíž kterého vede hranici s Rakouskem, a 3 km východně od horského hřebene, tvořící hranici se Švýcarskem. Se svou kapacitou 120 milionů metrů krychlových je největší vodní plochou v provincii. Svou rozlohou 6,6 km² je také největším jezerem v Alpách ležícím v nadmořské výšce nad 1000 m.  Je napájen přítoky Adiže, Rojenbach a Karlinbach a odvodňuje ho řeka Adiže.
Jezero je proslulé díky vyčnívající věži z potopeného kostela ze 14. století; když voda zmrzne, lze k ní dojít pěšky. Legenda říká, že v zimním období je možné slyšet zvonit i kostelní zvony. Ve skutečnosti byly zvony dne 18. července 1950 z věže odstraněny, týden před demolicí chrámové lodi a vytvořením jezera.

## Původ přehrady
Plány na menší (5 metrů hluboké) umělé jezero se datují z roku 1920. V červenci 1939 společnost Montecatini (nyní Edison Energia) představila nový plán pro 22 metrů hluboké jezero, které by spojilo dvě přírodní jezera (Reschensee a Mittersee) a zatopilo několik vesnic, včetně obce Graun a její části Reschen. Na základě tohoto druhého plánu byly v dubnu 1940 zahájeny práce na stavbě přehrady, ale vzhledem k válečnému a domácího odboji nebyla dokončena až do července 1950.

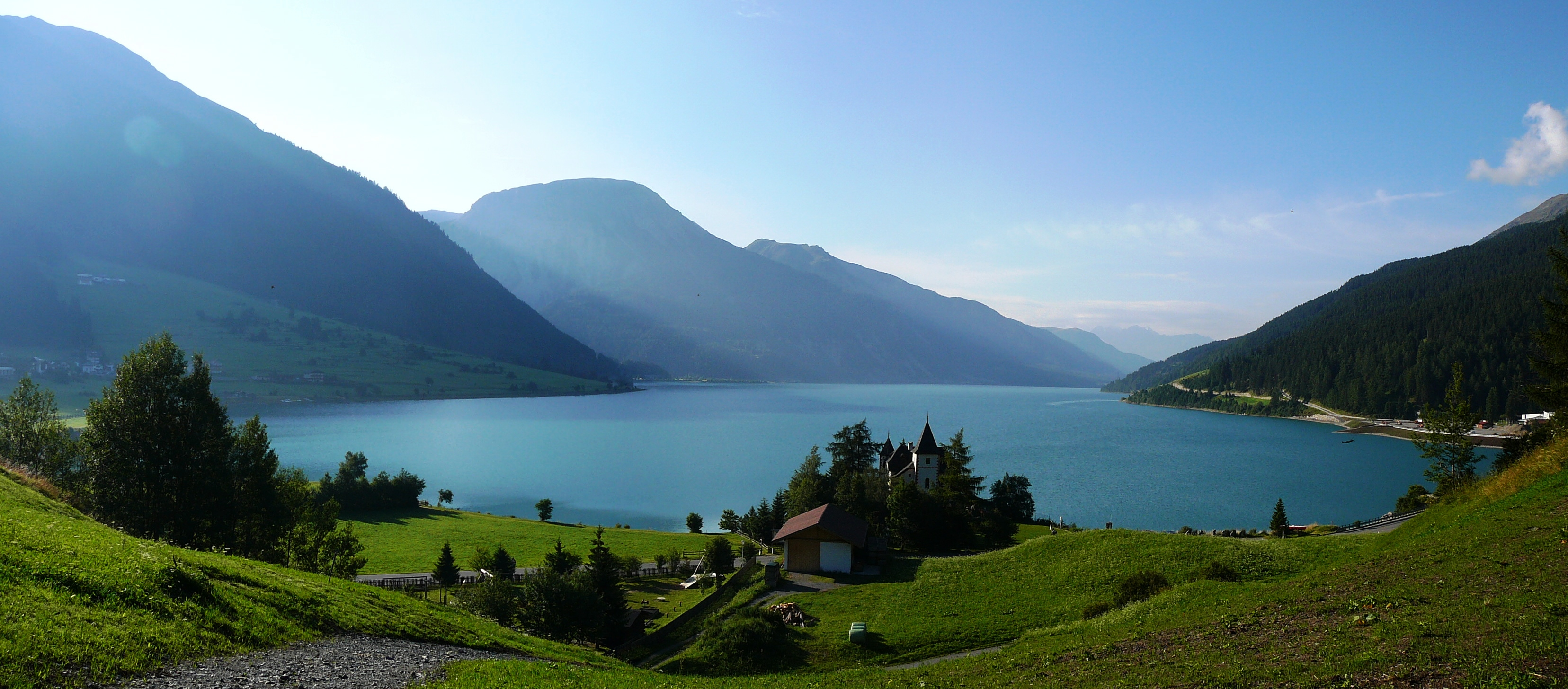
Reschensee

V roce 1947 firma Montecatini obdržela 30 milionů švýcarských franků od švýcarské firmy Elektro-Watt pro stavbu přehrady (výměnou za 10 let odběru elektřiny), paradoxně potom, co obyvatelé Splügen hlasovali proti plánům společnosti vybudovat přehradu, která by zatopila tuto švýcarskou vesnici. Obyvatelé Graunu neměli takový úspěch, a to navzdory "ochotnému uchu" Antonia Segniho, který se později stal italským premiérem. Celkem 163 domů a 523 ha obdělávané půdy bylo zatopeno.